# الرأس الأخضر في الألعاب الأولمبية الصيفية 2016

علم دولة الرأس الأخضر.

نافست الرأس الأخضر في دورة الألعاب الأولمبية الصيفية 2016 في ريو دي جانيرو، البرازيل، من 05-21 أغسطس 2016.
تعتبر هذه المشاركة السادسة في دورة الألعاب الاولمبية الصيفية منذ بدايته في عام 1996.